# Faith (Carolina del Nord)
Faith és una població dels Estats Units a l'estat de Carolina del Nord. Segons el cens del 2000 tenia 695 habitants.

## Demografia
Segons el cens del 2000, Faith tenia 695 habitants, 276 habitatges i 210 famílies. La densitat de població era de 273,8 habitants per km².
Dels 276 habitatges en un 31,5% hi vivien nens de menys de 18 anys, en un 62,3% hi vivien parelles casades, en un 9,1% dones solteres, i en un 23,6% no eren unitats familiars. En el 20,3% dels habitatges hi vivien persones soles el 9,4% de les quals corresponia a persones de 65 anys o més que vivien soles. El nombre mitjà de persones vivint en cada habitatge era de 2,52 i el nombre mitjà de persones que vivien en cada família era de 2,88.
Per edats la població es repartia de la següent manera: un 23,5% tenia menys de 18 anys, un 7,5% entre 18 i 24, un 31,7% entre 25 i 44, un 22% de 45 a 60 i un 15,4% 65 anys o més.
L'edat mediana era de 37 anys. Per cada 100 dones de 18 o més anys hi havia 93,5 homes.
La renda mediana per habitatge era de 41.875 $ i la renda mediana per família de 47.969 $. Els homes tenien una renda mediana de 32.303 $ mentre que les dones 24.559 $. La renda per capita de la població era de 18.207 $. Entorn del 6,5% de les famílies i el 6,6% de la població estaven per davall del llindar de pobresa.

## Poblacions més properes
El següent diagrama mostra les poblacions més properes.